# Vasilis Kamitsis
Vasilis Kamitsis är en grekisk skådespelare.

## Roller (i urval)
- (2000) - I Piso Porta
- (1995) - Asynitheis Ypoptoi TV-serie
- (1993) - Ap To Hioni
- (1986) - Kleftroni Kai Gentleman
- (1980) - Madepse Ti Kano Ta Bradia